# سفارت مصر در اتاوا
سفارت مصر در اتاوا (به انگلیسی: Embassy of Egypt) یک سفارت در کانادا است که در اتاوا واقع شده‌است.